# کیم بوم-سو
کیم بوم-سو (کره‌ای: 김범수؛ زادهٔ ۲۶ ژانویه ۱۹۷۹)، خواننده اهل کره جنوبی است که به‌طور گسترده یکی از بهترین وکالیست‌های کره جنوبی به حساب می‌آید. کیم در سال ۱۹۹۹ با آلبوم یک قول فعالیت خود را آغاز کرد.